# Thomas Baumer
Pour les articles homonymes, voir Baumer.
Thomas Baumer, né à Fribourg le 29 mai 1960 est un économiste suisse, expert en compétence interculturelle et diagnostic de personnalité. Il a développé des aspects essentiels de l’assessment pronostique.

## Biographie
Il a été élève au lycée Collège Stella Matutina de Feldkirch, a ensuite fait des études en économie et en gestion des entreprises à l’Université des sciences appliquées de Zurich (ZHAW).
Il a travaillé de 1986 à 1999 à la Swissair, comme responsable de l'économie de l'entreprise, du marketing, du Network Management, de l'achat et de la vente au Swissair Training Center (recrutement de pilotes et cadres pour la Swissair et d'autres entreprises, formation de base et formation continue de pilotes et hôtes(ses) de l'air, Human Aspect Development).
Il est fondateur et directeur de l’institut CICB Center for Intercultural Competence SA qui a été créé en 2000 et se présente, depuis 2010, élargi avec la division CACB Centre pour l’Assessment et le Coaching, comme société anonyme multilingue,.
Outre effectuer des recherches, il donne des cours et des conférences, prépare les employés qui partent travailler à l’étranger et mène des assessments (analyses de personnalité, d'aptitudes et de potentiel dans le cadre de recrutements et coachings) – avec ou sans focus sur la compétence interculturelle et dans différentes langues. Il a développé et marqué des parties importantes de l’assessment pronostique, qui permet une évaluation et expertise précise non seulement des aptitudes et potentiels présents des personnes mais aussi des objectifs atteignables, en combien de temps et sous quelles conditions générales,.

## Publications
- Manuel de la compétence interculturelle (Handbuch Interkulturelle Kompetenz), Vol. 1; Editions Orell Füssli, Zurich; 2002.  (ISBN 3-280-02691-1)
- Manuel de la compétence interculturelle (Handbuch Interkulturelle Kompetenz), Vol. 2; Editions Orell Füssli, Zurich; 2004.  (ISBN 3-280-05081-2)
- L’Assessment pronostique. Prévoir les aptitudes et le développement personnel (Prognostisches Assessment. Fähigkeiten und persönliche Entwicklung voraussehen); HRM Dossier; Editions SPEKTRAmedia, Zurich; 2013.  (ISBN 978-3-908244-94-3)